# 王推官庄遗址
王推官庄遗址，位于山东省济南市章丘市宁家埠镇王推官村，是中华人民共和国山东省文物保护单位之一。
1992年6月12日，授予山东省文物保护单位，是一座古遗址。